# Clathromorphum circumscriptum
Clathromorphum circumscriptum (Strömfelt) Foslie, 1898  é o nome botânico  de uma espécie de algas vermelhas  pluricelulares do gênero Clathromorphum, subfamília Melobesioideae.
- São algas marinhas encontradas na Europa, Ásia e América do Norte.

## Sinonímia
- Lithothamnion circumscriptum Strömfelt, 1886
- Lithothamnion evanescens Foslie, 1895
- Clathromorphum evanescens (Foslie) Foslie, 1898
- Phymatolithon compactum f. circumscriptum Foslie, 1905
- Phymatolithon evanescens (Foslie) Foslie, 1905